# 默瑟
默瑟（德語：Möser，發音：[ˈmøːzɐ]）是德国萨克森-安哈尔特州耶里肖地区县的市镇，面积80.24平方千米，2023年12月31日人口为8,416人。